# Fimmerstads församling
Fimmerstads församling var en församling  i Skara stift i nuvarande Töreboda kommun. Församlingen uppgick efter 1571 i Fägre församling.

## Administrativ historik
Församlingen har medeltida ursprung och uppgick efter 1571 i Fägre församling efter att tidigare ha ingått i pastorat med denna församling.